# Челе Лигуре
Челе Лигуре (итал. Celle Ligure) је насеље у Италији у округу Савона, региону Лигурија.
Према процени из 2011. у насељу је живело 4510 становника. Насеље се налази на надморској висини од 44 м.

## Становништво
Према резултатима пописа становништва 2011. у општини је живело 5.353 становника.
| 1936. | 1951. | 1961. | 1971. | 1981. | 1991. | 2001. | 2011. |
| ----- | ----- | ----- | ----- | ----- | ----- | ----- | ----- |
| 3.014 | 3.701 | 3.976 | 4.649 | 4.832 | 5.312 | 5.307 | 5.353 |

## Партнерски градови
- Целе